# Stokes
Lo stokes (simbolo St) è l'unità di misura della diffusività di materia nel Sistema CGS definito perciò come 1 cm²/s.
1 stokes = 1 cm²/s = 10-4 m²/s
Deve il suo nome al matematico e fisico irlandese George Gabriel Stokes.
Spesso si utilizza il cSt, equivalente nel sistema internazionale a 1 mm²/s. Particolarmente utile risulta l'uso di carte diffusività-temperatura che consentono di trovare valori di un tipo di diffusività all'interno di un intervallo di temperature per interpolazione, noti i valori di diffusività a due temperature e la classe ISO VG di appartenenza. 
La classe ISO VG di appartenenza definisce la diffusività media di un fluido in cSt ad una certa temperatura, stabilita in 40 °C. Ciascuna classe di gradazione di diffusività viene definita dalla dicitura ISO VG seguita da un numero che indica proprio il valore di diffusività medio in cSt alla temperatura di 40 °C. 
Le categorie vanno da ISO VG 2 a ISO VG 1500 secondo una gamma definita dal comitato tecnico ISO.
La seguente tabella mette in relazione la scala Engler con il centistokes cinematico con la scala SAE nei tipi di olio lubrificante:
| Temperatura     | Grado Engler (°E) | Viscosità cinematica (cSt) | Grado SAE |
| --------------- | ----------------- | -------------------------- | --------- |
| 0 °F (-18 °C)   | ≤ 390             | ≤ 3257                     | 75        |
| 0 °F (-18 °C)   | 390 ÷ 4000        | 3257 ÷ 21711               | 80        |
| 210 °F (100 °C) | 2,3 ÷ 3,7         | 14,24 ÷ 25,04              | 90        |
| 210 °F (100 °C) | 3,7 ÷ 6,0         | 25,04 ÷ 42,7               | 140       |
| 210 °F (100 °C) | > 6,0             | > 42,7                     | 250       |

Questa tabella mette in relazione i gradi Engler con i centistokes ed i gradi SAE negli oli per motori
| Temperatura     | Grado Engler (° E) | Viscosità cinematica (cSt) | Grado SAE |
| --------------- | ------------------ | -------------------------- | --------- |
| 0 °F (-18 °C)   | ≤ 114              | ≤ 869                      | 5 W       |
| 0 °F (-18 °C)   | 170 ÷ 340          | 1303 ÷ 2606                | 10 W      |
| 0 °F (-18 °C)   | 340 ÷ 680          | 2606 ÷ 10423               | 20 W      |
| 210 °F (100 °C) | 1,4 ÷ 1,8          | 5,63 ÷ 9,62                | 20        |
| 210 °F (100 °C) | 1,8 ÷ 2,1          | 9,62 ÷ 12,94               | 30        |
| 210 °F (100 °C) | 2,1 ÷ 2,5          | 12,94 ÷ 16,77              | 40        |
| 210 °F (100 °C) | 2,5 ÷ 3,2          | 16,77 ÷ 22,68              | 50        |